# The Long Voyage Home
The Long Voyage Home, Brasil: A Longa Viagem de Volta , é um filme de estadunidense de 1940 dirigido por John Ford.
O filme faz parte da lista dos 1000 melhores filmes de todos os tempos do The New York Times.